# Armazijski jezik
Armazijski jezik (ISO 639: xrm), izumrli aramejski jezik koji se u 1 i 2. stoljeću iza Krista govorio na području Kavkaza u Rusiji, (današnja Gruzija)